# Kurt Dröge
Kurt Dröge (* 10. März 1951 in Bad Salzuflen) ist ein deutscher Volkskundler und ehemaliger Leiter des Wissenschaftsbereichs Volkskunde des Bundesinstitutes für Kultur und Geschichte des östlichen Europa (BKGE).
Von 1969 bis 1976 studierte er in Mainz und Münster und schloss sein Studium 1977 mit seiner Promotion über die Fachsprache des Buchdrucks im 19. Jahrhundert ab.
Er ist Verfasser von mehreren Monografien zu kulturgeschichtlichen Themen sowie von zahlreichen Fachartikeln. Als Dozent war er an der Universität Oldenburg, von der er zum Honorarprofessor ernannt wurde, und in Osnabrück tätig. Er ist Mitglied der Historischen Kommission für Pommern und der Kommission Alltagskulturforschung für Westfalen.